# Brandy Bay (James-Ross-Insel)
Die Brandy Bay ist eine 3 km breite Bucht an der Nordwestküste der James-Ross-Insel, die vom westlich gelegenen San Carlos Point und östlich vom Bibby Point begrenzt wird. Am Kopfende der Brandy Bay befinden sich die Abernethy Flats, eine von einem Gewässergeflecht durchzogene Geröllebene.
Wahrscheinlich war der schwedische Polarforscher Otto Nordenskjöld im Oktober 1903 bei der Schwedischen Antarktisexpedition (1901–1903) ihr Entdecker. Beim nachfolgenden Besuch dieser Bucht im Jahr 1952 durch den Falkland Islands Dependencies Survey kam es unter den Teilnehmern infolge eines Hundebisses zu der Debatte darüber, ob die Verletzung mit medizinischem Weinbrand (englisch brandy) behandelt werden sollte. Das Ereignis gab der Bucht ihren Namen.